# Carl Roesner
Carl Roesner (Vienna, 19 giugno 1804 – Steyr, 13 luglio 1869) è stato un architetto austriaco.

## Biografia
Compiì i suoi studi a Vienna e a Roma. Dal 1826 fu assistente all'Accademia di belle arti di Vienna e dal 1835 ne divenne professore. Era vicino alla cerchia degli artisti romantici di Klemens Maria Hofbauer e si dedicò intensamente all'arte sacra. Come architetto e professore, diede un contributo importante all'architettura nell'era romantica. Tra i suoi studenti dell'Accademia di Belle Arti vi furono gli architetti Max Fleischer, Richard Jordan e Wilhelm Stiassny. Ebbe come allievo anche Eduard van der Nüll. Oltre al suo lavoro nell'Accademia, Roesner fu vicedirettore della rivista Allgemeine Bauzeitung. La maggior parte dei suoi edifici più importanti, eretti nell'epoca dell'Impero austro-ungarico, si trova ora fuori dall'Austria.

## Riconoscimenti
Nel 1894 gli fu intitolata la Roesnergasse a Vienna-Meidling, che si trova proprio accanto alla chiesa parrocchiale di Meidling da lui creata.

## Opere

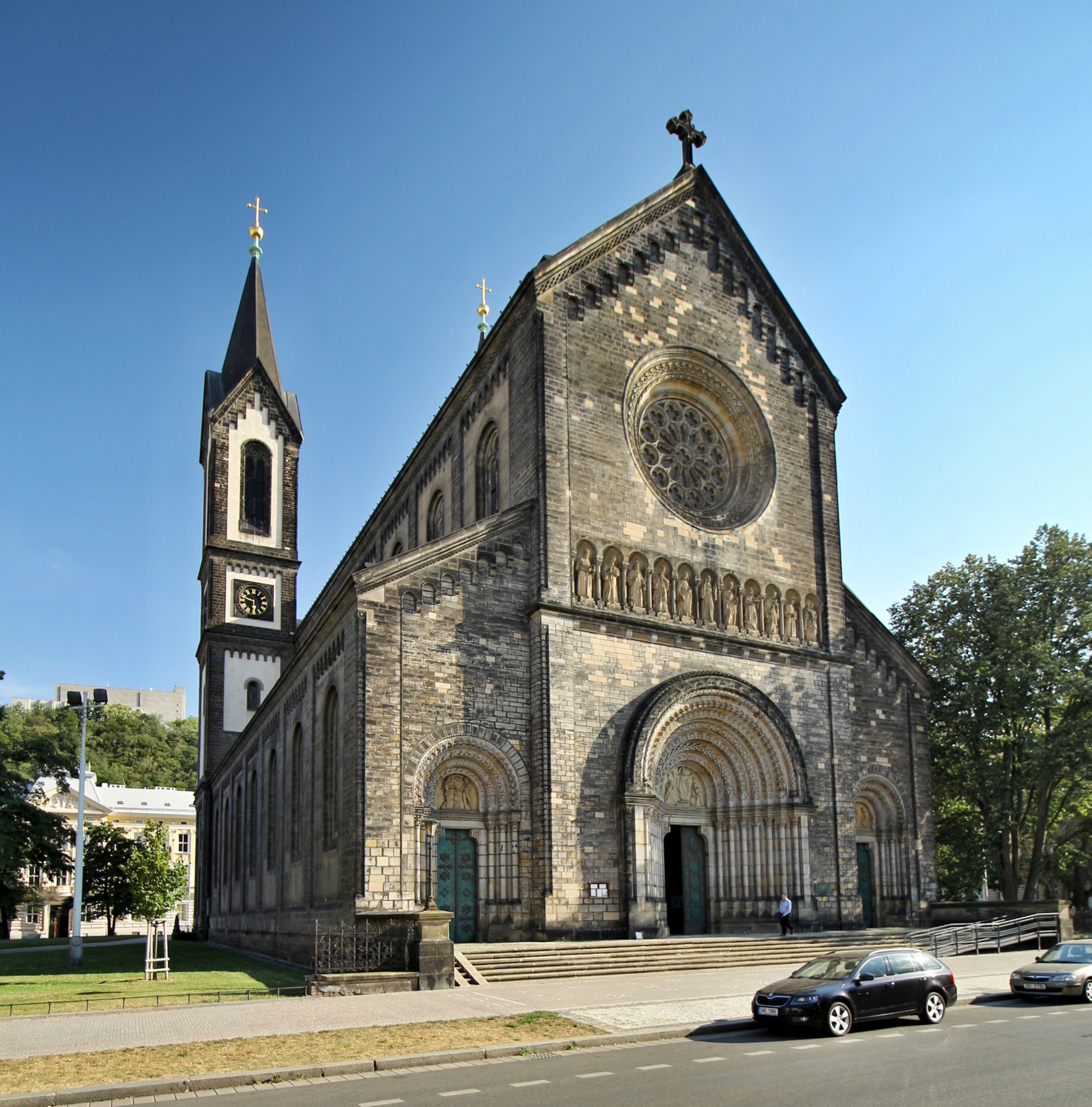
Chiesa dei Santi Cirillo e Metodio a Praga, nel quartiere di Karlín

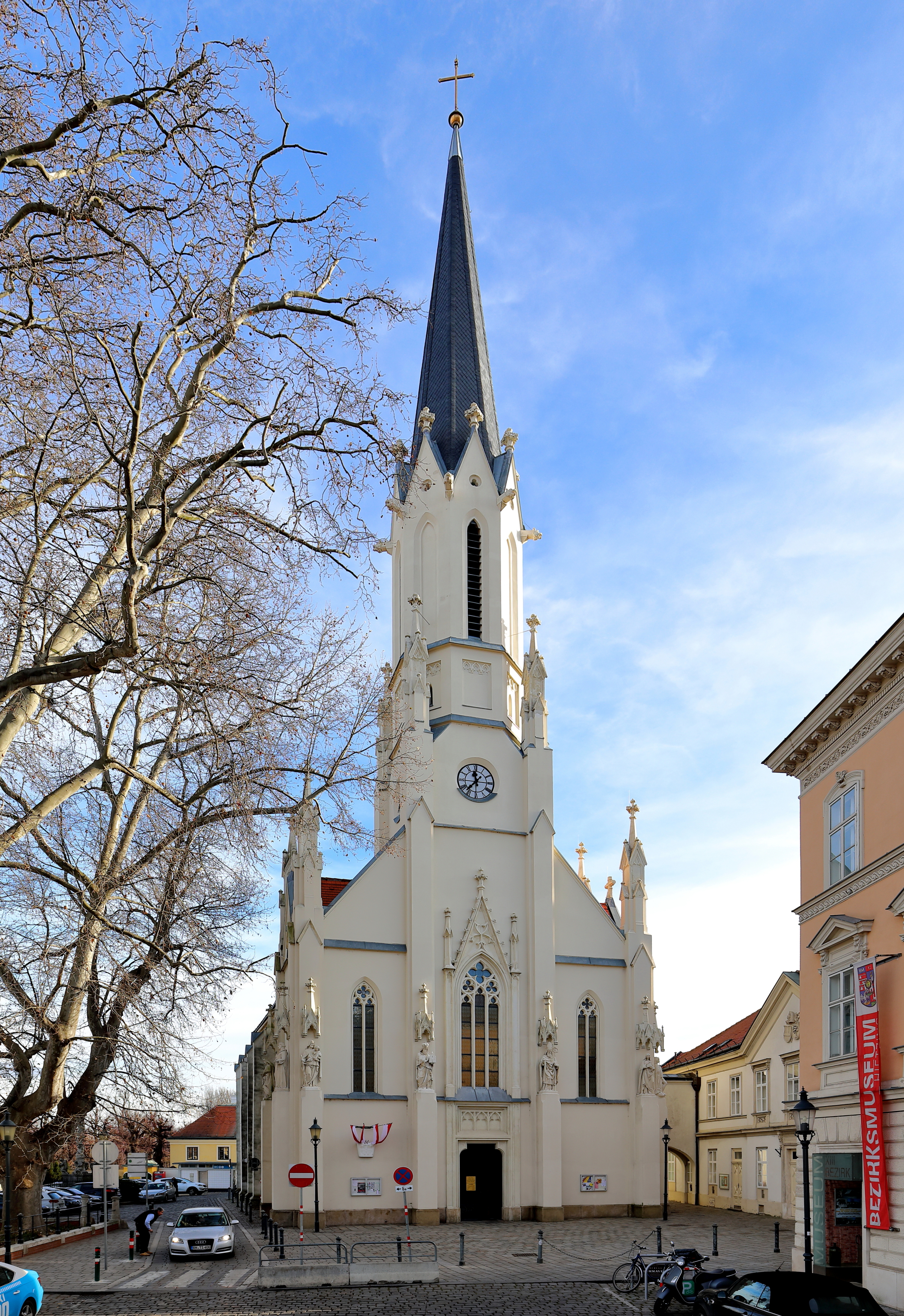
Ampliamento della chiesa parrocchiale di Maria Hietzing (verso il 1865)

- 1835: Cappella del cimitero di Pinkafeld
- 1836: Chiesa del Redentore, già chiesa del Redentoristi, Vienna, distretto di Landstraße
- 1841-1846: Chiesa di San Giovanni Nepomuceno sulla Praterstraße, Vienna, distretto di Leopoldstadt
- 1845: Chiesa parrocchiale di Meidling
- 1846: Cappella del cimitero superiore di Klosterneuburg
- 1854-1855: Cappella del monastero di San Vincenzo, Pinkafeld
- 1856: Chiesa parrocchiale di Arsenal, Vienna, distretto di Landstraße
- 1859: Chiesa di San Giuseppe, Kalocsa
- 1863: Chiesa dei Santi Cirillo e Metodio a Praga, nel quartiere di Karlín (realizzata con Vojtěch Ignác Ullmann)
- 1865: Chiesa parrocchiale di Maria Hietzing, ampliamento, riorientamento verso ovest con una nuova facciata occidentale e campanile in stile neogotico
- 1866: Cattedrale di Đakovo, Đakovo
- 1870: Colonna neogotica sulla Hauptplatz di Gföhl, 1870[1]
- Campanile della chiesa parrocchiale di Stadtschlaining